# Nicole Kidmanová
Nicole Mary Kidmanová (* 20. června 1967 Honolulu, Havaj) je americko-australská herečka oceněná Oscarem. Po několika rolích ve filmu a televizi se prosadila v roce 1989 filmem Úplné bezvětří. Pozitivní ohlas kritiky získala i rolemi ve filmech Zemřít pro... (1995), Moulin Rouge! (2001), Hodiny (2002) a v seriálu Sedmilhářky (2017–2019). Získala hvězdu na Hollywoodském chodníku slávy. Je také ambasadorkou dobré naděje organizací UNIFEM a UNICEF.

## Život
Nicole Kidmanová se narodila na havajském Honolulu australským rodičům, proto má dvojí státní občanství. Hrála ve dvou komerčně nejúspěšnějších filmech roku 2001, v mysteriózním hororu Alejandra Amenábara Ti druzí (nominace na Zlatý glóbus a cenu BAFTA) a muzikálu Baze Lurmanna Moulin Rouge!, za který získala Zlatý glóbus, Cenu londýnských filmových kritiků a svoji první nominaci na Oscara. Samotný snímek byl nominován celkem osmkrát, včetně kategorie nejlepšího filmu. Získal však pouze dva Oscary.
V roce 2003 si odnesla Oscara, Zlatý glóbus a cenu BAFTA za herecký výkon v roli spisovatelky Virginie Woolfové ve filmu Stephena Daldryho Hodiny. Na Zlaté glóby byla nominována za další dva filmy: Návrat do Cold Mountain (2003) a Zrození, který jí přinesl i nominaci na Cenu londýnských filmových kritiků pro herečku roku. Je také známa hlavní rolí z remaku filmu Stepfordské paničky (2004).
V roce 2005 si po boku Willa Ferrella zahrála v komedii Moje krásná čarodějka (2005), dále pak v témže roce se objevila v politickém thrilleru Tlumočnice (2005) režiséra Sydneyho Pollacka. V roce 2006 natočila drama Diane Arbus: Příběh jedné obsese, v němž se zhostila role slavné fotografky Diane Arbusové. V roce 2007 si po boku Daniela Craiga zahrála ve dvou nepříliš úspěšných snímcích Zlatý kompas a Invaze. V roce 2008 opět spojila síly s Bazem Luhrmannem ve filmu Austrálie. V roce 2009 účinkovala v muzikálu Nine oscarového režiséra Roba Marshalla, kde hrála po boku největších hollywoodských hvězd. V roce 2010 natočila drama Králičí nora. V roce 2017 získala roli Celeste Wrightové v minisérii Sedmilhářky, natočené podle stejnojmenného romány australské spisovatelky Liane Moriarty. I za výkon v tomto seriálu si odnesla dobrá hodnocení. Za film Ricardovi (2021) získala další cenu Zlatého glóbusu v kategorii nejlepší ženský výkon v hlavní roli (drama).

## Soukromý život
Během natáčení filmu Bouřlivé dny roku 1990 se Kidmanová sblížila s Tomem Cruisem, za kterého se ještě toho roku provdala. Několikrát se spolu pokoušeli o dítě, nakonec si dvě děti, Isabellu a Connora, adoptovali. Manželství jim vydrželo do roku 2001. Rozvedli se v době natáčení filmu Moulin Rouge!.
Podruhé se Kidmanová vdala 25. června 2006 a to za country zpěváka Keitha Urbana. Z tohoto sňatku se 7. července 2008 narodila dcera Sunday Rose. Jejich mladší dcera Faith Margaret se narodila 28. prosince 2010, porodila jim ji náhradní matka.
V roce 2015 vyšel dokument Going Clear, zkoumající praktiky scientologie (církve/sekty, kterou podporuje její první manžel Tom Cruise) s následujícími tvrzeními: od roku 1999 začali vedoucí představitelé této církve interně řešit „špatný vliv“ Nicole Kidmanové na Cruise a jeho víru, protože pro vůdce scientologické církve, Davida Miscavige, Cruise představoval cenné aktivum pro obraz církve a získávání nových členů. Faktorem bylo i to, že Nicolin otec byl vážený psycholog, jenž odmítal většinu článků víry svého zetě. Nicole byla církví označena jako PTS – Potential Trouble Source – možný zdroj problémů. Marty Rathbum, jeden z Miscavigeových jednatelů, byl povolán k tomu, aby udržel Cruiseho mezi scientology za každou cenu a (podle jeho vlastní výpovědi) jeho úkolem bylo dosažení rozchodu s Nicole Kidmanovou. Církev pro to měla využívat rozsáhlé a extrémně podrobné Cruisovy „audity“ (zaznamenané rozhovory, ve kterých odhaluje mj. svá slabá místa, sexuální touhy a praktiky, motivace, traumata, hříchy atd.) jak z minulosti, tak sjednáváním nových auditů s Cruisem, zaměřených speciálně pro jeho pozdější exploataci. V tomto období byly všechny Cruisovy audity zpětně analyzovány a závěry byly denně posílány přímo Miscavigovi, který byl na udržení Cruiseho zvlášť zainteresován. Pracovníci sekty byli alokováni jak na rozbory Cruisových auditů, tak pro extenzivní vyšetřovací tým, který se zaměřil na Kidmanovou. Podle dokumentu mezi praktiky scientologické církve patřilo např. i nasazení odposlouchávacích zařízení do domu Kidmanové nebo zaměření se na její adoptivní děti, které členové sekty štvali proti adoptivní matce.

## Filmografie

### Film
| Rok  | Název                            | Role                             | Poznámky |
| ---- | -------------------------------- | -------------------------------- | --- |
| 1983 | Vánoce v divočině                | Helen Thompson                   | |
| 1983 | Bandité na BMX                   | Judy                             | |
| 1984 | Wills & Burke                    | Julia Matthews                   | |
| 1986 | Nesen větrem                     | Jade                             | |
| 1987 | Boj v temnotách                  | Mary McAllister                  | |
| 1988 | Smaragdové město                 | Helen Davey                      | Nominace – AACTA Award v kategorii nejlepší herečka ve vedlejší roli |
| 1989 | Úplné bezvětří                   | Rae Ingram                       | Nominace – Cena Saturn v kategorii nejlepší herečka |
| 1989 | Bankog Hilton                    | Katrina                          | |
| 1990 | Bouřlivé dny                     | Dr. Claire Lewicki               | |
| 1991 | Flirtování                       | Nicola                           | |
| 1991 | Billy Bathgate                   | Drew Preston                     | Nominace – Zlatý glóbus v kategorii nejlepší herečka ve vedlejší roli |
| 1992 | Navždy a daleko                  | Shannon Christie                 | Nominace – Filmová cena MTV v kategorii nejlepší duo na plátně (s Tomem Cruisem) |
| 1993 | Můj život                        | Gail                             | |
| 1993 | V moci posedlosti                | Tracy                            | |
| 1995 | Batman navždy                    | Dr. Chase Meridian               | |
| 1995 | Zemřít pro...                    | Suzanne Stone                    | Critics' Choice Movie Award v kategorii nejlepší herečka Zlatý glóbus v kategorii nejlepší herečka (muzikál nebo komedie) Nominace – Cena britské akademie filmového umění v kategorii nejlepší herečka Nominace – Cena Saturn v kategorii nejlepší herečka Nominace – Filmová cena MTV v kategorii Žena, po které se nejvíce touží |
| 1996 | Portrét dámy                     | Isabel Archer                    | |
| 1997 | Peacemaker                       | Dr. Julia Kelly                  | |
| 1998 | Magická posedlost                | Gillian Owens                    | |
| 1999 | Spalující touha                  | Alice Harford                    | Nominace – Satellite Award v kategorii nejlepší herečka – drama |
| 2001 | Moulin Rouge!                    | Satine                           | Critics' Choice Movie Award v kategorii nejlepší herečka (2. místo) Filmová cena MTV v kategorii nejlepší herečka Filmová cena MTV v kategorii nejlepší hudební scéna (s Ewanem McGregorem) Nominace – Satellite Award v kategorii nejlepší herečka – muzikál nebo komedie Nominace – Cena Sdružení filmových a televizních herců v kategorii nejlepší obsazení Zlatý glóbus v kategorii nejlepší herečka – muzikál nebo komedie Nominace – AACTA Award v kategorii nejlepší herečka Nominace – Filmová cena MTV v kategorii nejlepší polibek (s Ewanem McGregorem) Nominace – Oscar v kategorii nejlepší herečka |
| 2001 | Nevěsta přes internet            | Naďa                             | |
| 2001 | Ti druzí                         | Grace                            | Cena Saturn v kategorii nejlepší herečka Nominace – Cena britské akademie filmového umění v kategorii nejlepší herečka Nominace – Satellite Award v kategorii nejlepší herečka – drama Nominace – Zlatý glóbus v kategorii nejlepší herečka – drama |
| 2002 | Hodiny                           | Virginia Woolf                   | Cena britské akademie filmového umění v kategorii nejlepší herečka Critics' Choice Movie Award v kategorii nejlepší herečka (2. místo) Oscar v kategorii nejlepší herečka Zlatý glóbus v kategorii nejlepší herečka – drama Nominace – Critics' Choice Movie Award v kategorii nejlepší obsazení Nominace – Cena Sdružení filmových a televizních herců v kategorii nejlepší obsazení Nominace – Cena Sdružení filmových a televizních herců v kategorii nejlepší herečka v hlavní roli Nominace – Satellite Award v kategorii nejlepší herečka – drama                                                           |
| 2003 | Dogville                         | Grace                            | |
| 2003 | Lidská skvrna                    | Faunia Farley                    | |
| 2003 | Návrat do Cold Mountain          | Ada Monroe                       | Nominace – Critics' Choice Movie Award v kategorii nejlepší herečka Nominace – Zlatý glóbus v kategorii nejlepší herečka – drama |
| 2004 | Stepfordské paničky              | Joanna Eberhart                  | |
| 2004 | Zrození                          | Anna                             | Nominace – Cena Saturn v kategorii nejlepší herečka Nominace – Zlatý glóbus v kategorii nejlepší herečka – drama |
| 2005 | Moje krásná čarodějka            | Isabel Bigelow/Samantha Stephens | |
| 2005 | Tlumočnice                       | Silvia Broome                    | |
| 2006 | Diane Arbus: Příběh jedné obsese | Diane Arbus                      | |
| 2006 | Happy Feet                       | Norma Jean (hlas)                | |
| 2007 | Invaze                           | Carol Bennell                    | |
| 2007 | Zlatý kompas                     | Marisa Coulter                   | |
| 2007 | Svatba podle Margot              | Margot                           | Nominace – Satellite Award v kategorii nejlepší herečka – muzikál nebo komedie |
| 2008 | Austrálie                        | Lady Sarah Ashley                | Nominace – Teen Choice Award v kategorii nejlepší herečka – drama |
| 2009 | Nine                             | Claudia Nardi                    | Satellite Award v kategorii nejlepší obsazení Nominace – Critics' Choice Movie Award v kategorii nejlepší obsazení Nominace – Cena Sdružení filmových a televizních herců v kategorii nejlepší obsazení |
| 2010 | Králičí nora                     | Becca Corbett                    | také producentka Nominace – Critics' Choice Movie Award v kategorii nejlepší herečka Nominace – Oscar v kategorii nejlepší herečka Nominace – Satellite Award v kategorii nejlepší herečka – drama Nominace – Cena Sdružení filmových a televizních herců v kategorii nejlepší herečka v hlavní roli Nominace – Zlatý glóbus v kategorii nejlepší herečka – drama |
| 2011 | Teror                            | Sarah Miller                     | |
| 2011 | Zkus mě rozesmát                 | Devlin Adams                     | |
| 2012 | Reportér                         | Charlotte Bless                  | Nominace – Cena Saturn v kategorii nejlepší herečka ve vedlejší roli Nominace – Cena Sdružení filmových a televizních herců v kategorii nejlepší herečka ve vedlejší roli Nominace – Zlatý glóbus v kategorii nejlepší herečka ve vedlejší roli |
| 2013 | Stoker                           | Evelyn Stoker                    | Nominace – Cena Saturn v kategorii nejlepší herečka ve vedlejší roli |
| 2013 | Koleje osudu                     | Patti Lomax                      | Australian Film Critics Associaton Awards v kategorii nejlepší ženský herecký výkon ve vedlejší roli |
| 2014 | Dřív než půjdu spát              | Christine Lucas                  | |
| 2014 | Grace, kněžna monacká            | Grace Kelly                      | Nominace – Cena Sdružení filmových a televizních herců v kategorii nejlepší herečka v miniseriálu nebo TV filmu |
| 2014 | Paddington                       | Millicent Clyde                  | |
| 2015 | Královna pouště                  | Gertrude Bell                    | |
| 2015 | Strangerland                     | Catherine Parker                 | nominace – Australian Film Critics Associaton Awards v kategorii nejlepší ženský herecký výkon ve vedlejší roli |
| 2015 | Tajemství jejich očí             | Claire Sloane                    | |
| 2015 | Zvláštní příběh rodiny F         | Annie Fang                       | |
| 2016 | Genius                           | Aline Bernstein                  | |
| 2016 | Lion                             | Sue Brierley                     | Australian Film Critics Associaton Awards v kategorii nejlepší ženský herecký výkon ve vedlejší roli nominace – Denver Film Critics Society Awards v kategorii nejlepší ženský herecký výkon ve vedlejší roli Georgia Film Critics Association |
| 2017 | Jak balit holky na mejdanech     | královna Boadicea                | |
| 2017 | Zabití posvátného jelena         | Anna Murphy                      | nominace – Central Ohio Film Critics Association Awards v kategorii nejlepší herečka |
| 2017 | Oklamaný                         | Martha Farnsworth                | |
| 2017 | Nedotknutelní                    | Yvonne                           | |
| 2018 | Aquaman                          | královna Atlanna                 | |
| 2018 | Vymazaný kluk                    | Nancy Conley                     | Australian Film Critics Associaton Awards v kategorii nejlepší ženský herecký výkon ve vedlejší roli nominace – Critics' Choice Movie Awards v kategorii nejlepší ženský herecký výkon ve vedlejší roli |
| 2018 | Ničitelka                        | Erin Bell                        | 2. místo – Dallas-Fort Worth Film Critics Association Awards v kategorii nejlepší ženský herecký výkon v hlavní roli nominace – Cena Saturn v kategorii nejlepší ženský herecký výkon v hlavní roli nominace – Zlatý glóbus v kategorii nejlepší ženský herecký výkon v hlavní roli (drama) |
| 2019 | Stehlík                          | Samantha Barbour                 | |
| 2019 | Bombshell                        | Gretchen Carlson                 | nominace – Critics' Choice Movie Awards v kategorii nejlepší obsazení nominace – Cena Sdružení filmových a televizních herců v kategorii nejlepší ženský herecký výkon ve vedlejší roli nominace – Cena Sdružení filmových a televizních herců v kategorii nejlepší obsazení dramatického seriálu |
| 2020 | The Prom                         | Angie Dickinson                  | nominace – Satellite Awards v kategorii nejlepší ženský herecký výkon ve vedlejší roli (20) |
| 2021 | Ricardovi                        | Lucille Ball                     | Zlatý glóbus v kategorii nejlepší herečka v hlavní roli (drama) Cena mezinárodního filmového festivalu v Palm Springs za celoživotní kariérní příspěvek 2. místo Woman Film Critics Circle Awards v kategoriích nejlepší herečka a nejlepší filmovýpár nominace – Detroit Film Critics Society Awards v kategorii nejlepší herečka nominace – Las Vegas Film Critics Society Awards v kategorii nejlepší obsazení nominace – Phoenix Critics Circle Awards v kategorii nejlepší herečka nominace – Washington D.C. Area Film Critics Association Awards v kategorii nejlepší herečka                              |
| 2022 | Seveřan                          | Královna Gudrun                  | |
| 2023 | Aquaman a ztracené království    | královna Atlanna                 | |
| 2024 | Rodinná aféra                    | Brooke Harwood                   | |
| 2024 | Zakletí                          | královna Ellsmere (hlas)         | |
| 2024 | Babygirl                         | Romy Mathis                      | nominace - Zlatý glóbus v kategorii nejlepší herečka v hlavní roli (drama) |
| 2025 | Holland                          | Nancy Vandergroot                | |

### Televize
| Rok        | Název                   | Role                   | Poznámky |
| ---------- | ----------------------- | ---------------------- | --- |
| 1983       | Skin Deep               | Sheena Henderson       | TV film |
| 1983       | Chase Through the Night | Petra                  | miniseriál |
| 1984       | Matthew and Son         | Bridget Elliot         | TV film |
| 1984       | A Country Practice      | Simone Jenkins         | 2 díly |
| 1985       | Odvážný hřebec Archer   | Catherine              | TV film |
| 1985       | Winners                 | Carol Trig             | díl: „Romm to Move“ |
| 1987       | An Australian in Rome   | Jill                   | TV film |
| 1987       | Vietnam                 | Megan Goddard          | miniseriál AACTA Award v kategorii nejlepší herečka v minisérii |
| 1987       | Watch the Shadows Dance | Amy Gabriel            | TV film |
| 1989       | Bangkok Hilton          | Katrina Stanton        | miniseriál |
| 1993       | Saturday Night Live     | Samu sebe              | díl: „Nicole Kidman/Stone Temple Pilots“ |
| 2012       | Hemignway a Gellhornová | Martha Gellhorn        | TV film Nominace – Cena Emmy v kategorii nejlepší herečka v miniseriálu nebo filmu Nominace – Satellite Award v kategorii nejlepší herečka – miniseriál nebo TV film Nominace – Cena Sdružení filmových a televizních herců v kategorii nejlepší herečka v miniseriálu nebo TV filmu Nominace – Zlatý glóbus v kategorii nejlepší herečka v miniseriálu nebo TV filmu |
| 2014       | Hello Ladies: The Movie | Samu sebe              | TV film |
| 2017, 2019 | Sedmilhářky             | Celeste Wright         | také výkonná producentka Cena Emmy v kategorii nejlepší ženský herecký výkon v hlavní roli v limitovaném seriálu nebo TV filmu (17) Critics' Choice Television Awards v kategorii nejlepší ženský herecký výkon v hlavní roli v TV filmu nebo miniseriálu (18) Cena Sdružení filmových a televizních herců v kategorii nejlepší ženský herecký výkon v hlavní roli v TV filmu nebo miniseriálu (18) Zlatý glóbus v kategorii nejlepší ženský herecký výkon v hlavní roli v miniseriálu nebo TV filmu (18) nominace – Critics' Choice Television Awards v kategorii nejlepší ženský herecký výkon v hlavní roli v TV filmu nebo miniseriálu (2020) nominace – Producers Guild Awards v kategorii nejlepší producent jednotlivého televizního dílu (drama) (18, 20) nominace – Zlatý glóbus v kategorii nejlepší ženský herecký výkon v hlavní roli v miniseriálu nebo TV filmu (19) nominace – Cena Sdružení filmových a televizních herců v kategorii nejlepší obsazení dramatického seriálu –(20) nominace Zlatý glóbus v kategorii nejlepší herečka (drama) (20) |
| 2017       | Na jezeře               | Julia Edwards          | 6 dílů |
| 2020       | Mělas to vědět          | Grace Sachs            | také výkonná producentka nominace – AACTA International Awards v kategorii nejlepší seriálová herečka nominace – Critics' Choice Television Awards v kategorii nejlepší TV film (21) nominace – Cena Sdružení filmových a televizních herců v kategorii nejlepší ženský herecký výkon v mini sérii nebo TV filmu (21) nominace – Satellite Awards v kategoriích nejlepší hlavní herečka v minisérii nebo TV filmu a nejlepší minisérie (20) nominace – Zlatý glóbus v kategorii nejlepší ženský herecký výkon v hlavní roli v miniseriálu nebo TV filmu (21) |
| 2021–      | Úplně cizí lidé         | Masha Dmitrichenko     | 8 dílů, také výkonná producentka |
| 2024       | Svatba roku             | Greer Garrison Winbury | hlavní role, 6. dílů |
| 2024       | Expatrianti             | Margaret Woo           | hlavní role, 6. dílů |